# UTC+7
UTC+7 или +7 часа прибавени към Координираното универсално време (UTC) съответства на следните часови зони и се използва в следните страни:

## През цялата година (без промяна)
- Лаос
- Тайланд
- Камбоджа
- Виетнам
- Индонезия